# Petit Morne
Petit Morne es una localidad de Trinidad y Tobago, que forma parte de la región de Princes Town.

## Geografía
La localidad abarca parte de la isla Trinidad y limita al norte con Usine St. Madeline, al sur con Friendship, al este con Jordan Village y al oeste con St. Madeline.

## Demografía
Datos demográficos de la localidad de Petit Morne:
| Gráfica de evolución demográfica de Petit Morne entre 2000 y 2011 |
|                                                                   |